# Trattato di Presburgo
La pace di Presburgo, firmata il 26 dicembre 1805 nella città omonima (l'odierna Bratislava), venne stipulata tra l'imperatore Francesco I d'Austria e Napoleone Bonaparte e rappresentò l'evento conclusivo della guerra della terza coalizione.

## Premesse

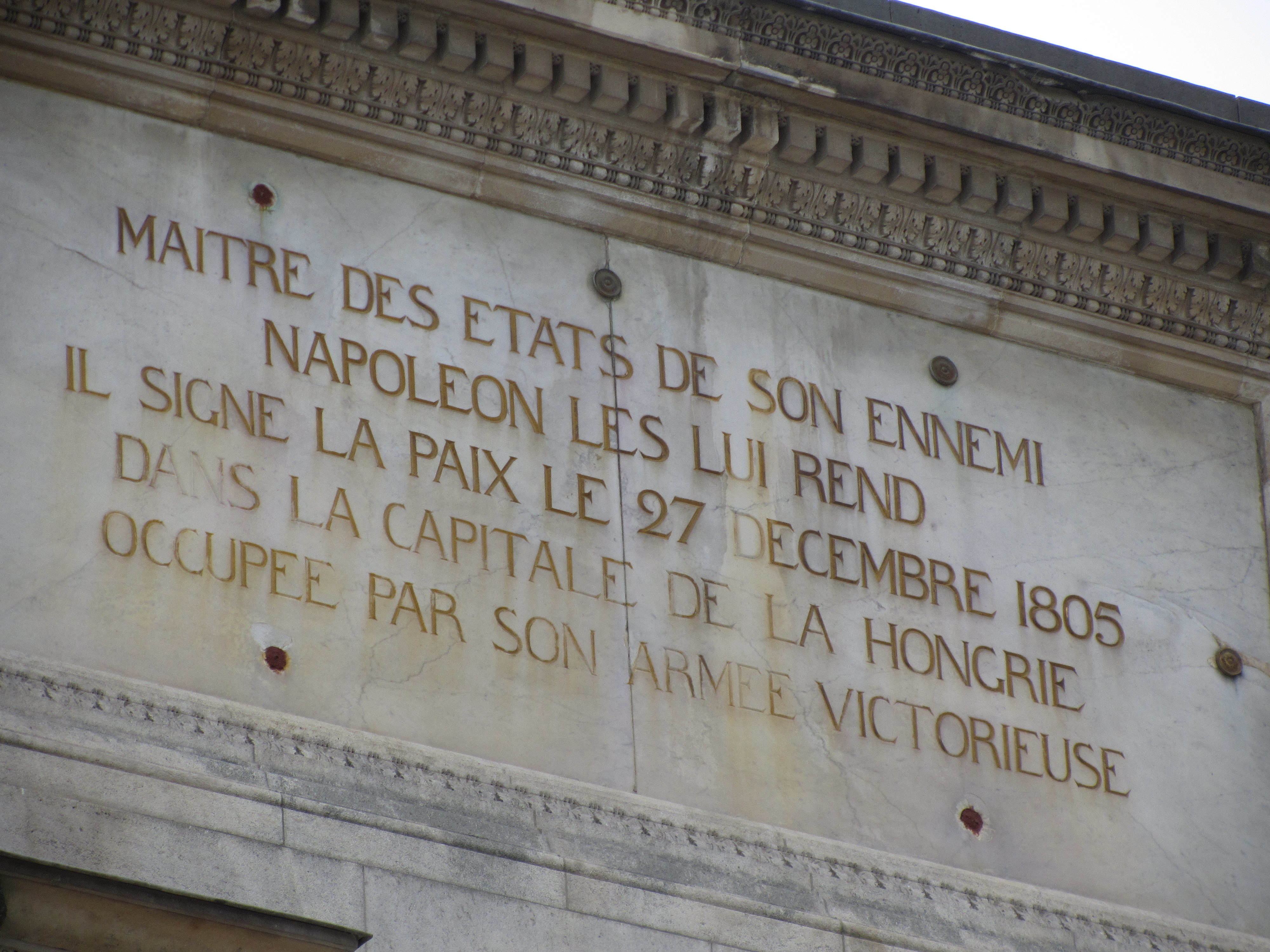
Iscrizione relativa alla pace sull'arco di Trionfo del Carrousel, al Louvre, a Parigi

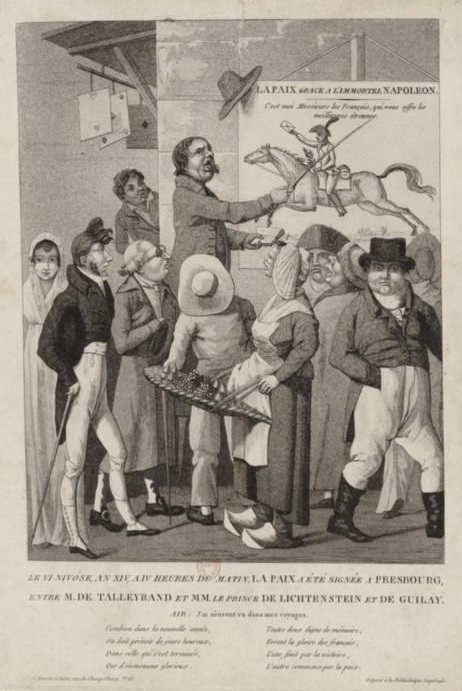
Stampa contemporanea che pubblicizza la pace di Presburgo

Questo trattato fu conseguenza diretta della disfatta austriaca inflitta dall'esercito francese nella battaglia di Ulma (dal 25 settembre al 20 ottobre 1805) e nella battaglia di Austerlitz (2 dicembre). In quest'ultima Napoleone aveva sconfitto la coalizione austro-anglo-russa, uscendo trionfante dalla cosiddetta "battaglia dei tre imperatori". L'Impero russo era uscito dal conflitto a causa dell'impossibilità di procurarsi nuove truppe, lasciando la sola Austria a negoziare la pace con l'Impero francese.
Si accordò quindi una tregua il 4 dicembre e cominciarono i negoziati per la stesura del trattato di pace, che fu firmato nel palazzo Primaziale di Presburgo (attualmente sede del Comune di Bratislava) dal principe Giovanni I Giuseppe di Liechtenstein e dal conte Ignatz von Gyulai per l'Austria e da Charles-Maurice de Talleyrand per la Francia. Il trattato fu ratificato alcuni giorni più tardi da Napoleone nel castello di Schönbrunn a Vienna. L'accordo viene ricordato anche come "la quarta pace di Presburgo".

## Contenuti

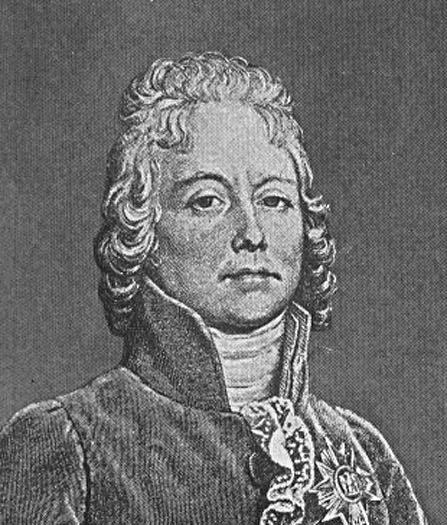
Talleyrand fu uno dei firmatari della pace di Presburgo

Oltre alle clausole che stabilivano "pace ed amicizia" e la ritirata austriaca dalla Terza Coalizione, il trattato andò a sottrarre all'Austria diversi ed importanti territori europei, che passarono sotto il controllo degli alleati della Francia: 

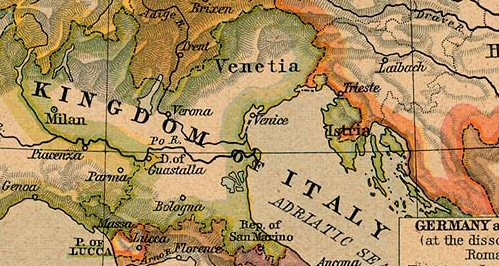
Il Napoleonico Regno d'Italia nel 1805 rappresentato in maniera imprecisa (manca Novara, mentre Massa era andata a Lucca)

- La contea del Tirolo e il Vorarlberg furono cedute alla Baviera, Costanza e la Brisgovia al Baden, mentre il resto dell'Austria Anteriore venne spartito tra Baden e Württemberg.
- Il Veneto (comprendente il Friuli), l'enclave di Monfalcone (poi riceduta all'Austria nel 1807 a seguito della Convenzione di Fontainebleau), l'Istria, la Dalmazia e Cattaro - che erano state acquisite dall'Austria nel 1797 in seguito al trattato di Campoformio e riconfermate nel 1801 dal trattato di Lunéville - furono cedute al Regno d'Italia napoleonico.
- La libera città di Augusta fu assegnata alla Baviera.

Il Principato di Lucca e Piombino veniva riconosciuto come monarchia indipendente dal Sacro Romano Impero. Un ultimo punto del trattato prevedeva infine un'indennità di 40 milioni di franchi da versare alla Francia.
In compenso, l'Austria ottenne il principato di Salisburgo (corrispondente all'attuale Salisburghese e già retto da un principe-arcivescovo), così come Berchtesgaden.
Il trattato segnò la fine di fatto, anche se non di diritto, del Sacro Romano Impero: l'imperatore Francesco II dovette rinunciare al suo titolo non molto tempo dopo (1806), creando il nuovo titolo di imperatore d'Austria, come Francesco I. Venne inoltre obbligato a riconoscere Napoleone come imperatore. Fu quindi costretto a rinunciare alle rivendicazioni sugli altri stati tedeschi senza eccezione alcuna e a riconoscere la sovranità dei nuovi re di Baviera e del Württemberg, nonché del granduca del Baden. Dovette infine dare il proprio assenso preventivo alla costituzione della Confederazione del Reno, un nuovo stato creato da Napoleone grazie all'alleanza tra vari principi tedeschi.